# The Three Little Pups
«The Three Little Pups» («Три собачонки») — короткометражный мультипликационный комедийный фильм, выпущенный в 1953 году компанией Metro-Goldwyn-Mayer. Режиссёр Текс Эвери, продюсер Фред Куимби, сценарист Хек Аллен, мультипликаторы: Уолтер Клинтон, Грант Симмонс, Роберт Бэнтли, Майкл Ла, художник по фонам Вера Охман, композитор Скотт Брэдли.

## Пролог
Однажды жили-были три поросёнка… простите, собачонки: Снупи, Лупи и Друпи. Первый щенок построил себе конуру из соломы, второй щенок — из хвороста, а умный щенок — из кирпичей.

## Сюжет
История фильма является вариацией на тему сказки о трёх поросятах. «Вы можете строить из соломы и хвороста, если хотите», — наставляет своих неразумных братцев умный щенок Друпи. «Но придёт злой ловец собак, дунет и снесёт ваши домики, и вы окажитесь в собачьем приюте.» Дальнейшие события развиваются именно так, как предсказал Друпи: в округе объявляется ловец собак Волк, сносит домики двух глупых щенков, и те укрываются в кирпичной конуре своего умного брата.
Потерпев неудачу с кирпичным домиком, Волк предпринимает множественные попытки добраться до щенков или выманить их из домика, но стараниями Друпи все его старания заканчиваются провалом.

## Культурное влияние
- Озвученный актёром Доузом Батлером персонаж Волк (представленный в этом фильме в нехарактерном для него амплуа — спокойный, неторопливый и флегматичный) послужил прототипом для героя телевизионного мультсериала студии Hanna-Barbera Productions по имени Пёс Хакльберри (Huckleberry Hound).
- Выпущенный MGM в 1957 году (уже после ухода Тэкса Эвери) мультфильм «Blackboard Jumble» (режиссёр Майкл Ла) рассказывает историю трёх щенков, выступающих в роли непослушных учеников, Волк в этом фильме пытается выполнять роль школьного учителя. При этом фильм один в один повторяет серию оригинальных гэгов из «The Three Little Pups» Эвери.

### Фильмы Текса Эвери, использующие тему трёх поросят
- «Blitz Wolf» (1942)
- «One Ham’s Family» (1943)

### Фильмы Текса Эвери с участием Друпи
- «Dumb-Hounded» (1943)
- «The Shooting of Dan McGoo» (1945)
- «Wild and Woolfy» (1945)

### Фильмы Текса Эвери с участием Волка
- «Blitz Wolf» (1942)
- «Dumb-Hounded» (1943)
- «Red Hot Riding Hood» (1943)
- «One Ham’s Family» (1943)
- «The Shooting of Dan McGoo» (1945)
- «Swing Shift Cinderella» (1945)
- «Wild and Woolfy» (1945)